# Judo na Igrzyskach Boliwaryjskich 2001
Turniej w ramach Igrzysk - 2001 rozegrano pomiędzy 7 a 16 września w Ambato.

## Klasyfikacja medalowa
| Miejsce | Państwo   |    |    |    | Razem |
| ------- | --------- | -- | -- | -- | ----- |
| 1       | Wenezuela | 11 | 7  | 0  | 18    |
| 2       | Ekwador   | 5  | 3  | 7  | 15    |
| 3       | Peru      | 2  | 4  | 5  | 11    |
| 4       | Kolumbia  | 0  | 3  | 3  | 6     |
| 5       | Boliwia   | 0  | 1  | 5  | 6     |
| 6       | Panama    | 0  | 0  | 4  | 4     |
| Razem   | Razem     | 18 | 18 | 24 | 60    |

## Medaliści

### Mężczyźni
| Konkurencja: | Złoto:             | Srebro:               | Brąz:                          |
| −55 kg       | Cesar Guzmán       | Boris López           | Oscar Castillo Juan Santamaria |
| −60 kg       | Antonio Rivas      | Derlly Vasquez Bernal | Juan Barahona Juan Jose Paz    |
| −66 kg       | Ludwing Ortiz      | Jean-Pierre Choy      | Jairo Vargas                   |
| −73 kg       | Richard León       | Carlos Ortega         | Luis Martin Figueroa           |
| −81 kg       | German Velazco     | Allan Hernández       | Mauricio Pesántez              |
| −90 kg       | Hermágoras Manglés | Joan Manuel Choy      | Luis Goriba                    |
| −100 kg      | Luis Lopez         | Alfredo Paniagua      | Stalyn Guerrero                |
| ponad 100 kg | Reinaldo Vargas    | Edison Paredes        | Carlos Zegarra                 |
| Open         | German Velazco     | Ludwing Ortiz         | José Paniagua Jonathan Morales |

### Kobiety
| Konkurencja: | Złoto:           | Srebro:           | Brąz:                                |
| −44 kg       | Glenda Miranda   | Johana Brizuela   | ----                                 |
| −48 kg       | Vilmar Escalona  | Yajaira Lopez     | Priscila Palomino Libet Pérez        |
| −52 kg       | Ysis Barreto     | Liliana Delgado   | Diana Villavicencio Yuridia Ibarra   |
| −57 kg       | Rudymar Fleming  | Madeline Choconta | Kathia Valcarcel Saliabeth Rodriguez |
| −63 kg       | Diana Maza       | Yamileth Diaz     | Elsa Pinedo                          |
| −70 kg       | Liliana Carreras | Maria Nunez       | Raisa Arias                          |
| −78 kg       | Keivi Pinto      | Diana Chalá       | Teresa Mendoza                       |
| ponad 78 kg  | Carmen Chalá     | Giovanna Blanco   | Estela Riley                         |
| Open         | Carmen Chalá     | Maria Nunez       | Estela Riley Madeline Choconta       |